# Sant Agustí de Lluçanès
Sant Agustí de Lluçanès är en kommun i Spanien.   Den ligger i provinsen Província de Barcelona och regionen Katalonien, i den östra delen av landet, 500 km öster om huvudstaden Madrid. Arean är 13,2 kvadratkilometer. Sant Agustí de Lluçanès gränsar till Alpens, Sora, Sant Boi de Lluçanès, Perafita och Lluçà. 
Terrängen i Sant Agustí de Lluçanès är kuperad österut, men västerut är den platt.